# Theatre de Hula Hula
|  | Denne artikel er oprettet af botten Steenthbot ud fra en ekstern database. Den kan derfor have sproglige fejl eller mangler. Denne skabelon kan fjernes efter kontrol af indholdet. |

Theatre de Hula Hula er en dansk stumfilm fra 1925 instrueret af Ubekendt.

## Handling
En animeret tegnefilm, hvor et orkester iført bastskørter spiller foran en scene, hvorpå to artister danser og udfører akrobatiske numre.